# Khí cầu nhỏ lớp M
Khí cầu nhỏ lớp M là một loại khí cầu chống ngầm của Hải quân Hoa Kỳ trong Chiến tranh thế giới II, do công ty Goodyear Aircraft Company ở Akron, Ohio chế tạo.

## Tính năng kỹ chiến thuật (M-2)
Đặc điểm tổng quát
- Kíp lái: 10-14
- Chiều dài: 302 ft 0 in (92.07 m)
- Đường kính: 69 ft 6 in (21.19 m)
- Chiều cao: 92 ft 6 in (28.20 m)
- Thể tích: 647,000 ft3 (18,320 m3)
- Lực nâng có ích: 10,000 lb (4,356 kg)
- Động cơ: 2 × Pratt & Whitney R-1340-AN-2, 550 hp (410 kW) mỗi chiếc

Hiệu suất bay
- Vận tốc cực đại: 80 mph (128 km/h)
- Vận tốc hành trình: 58 mph (93 km/h)
- Thời gian bay: 50 giờ  30 phút

Vũ khí trang bị
- 1 × súng máy M2.50
- 8 × bom chống ngầm Mark 47 350 lb (159 kg)